# Participación de Bielorrusia en la invasión rusa de Ucrania

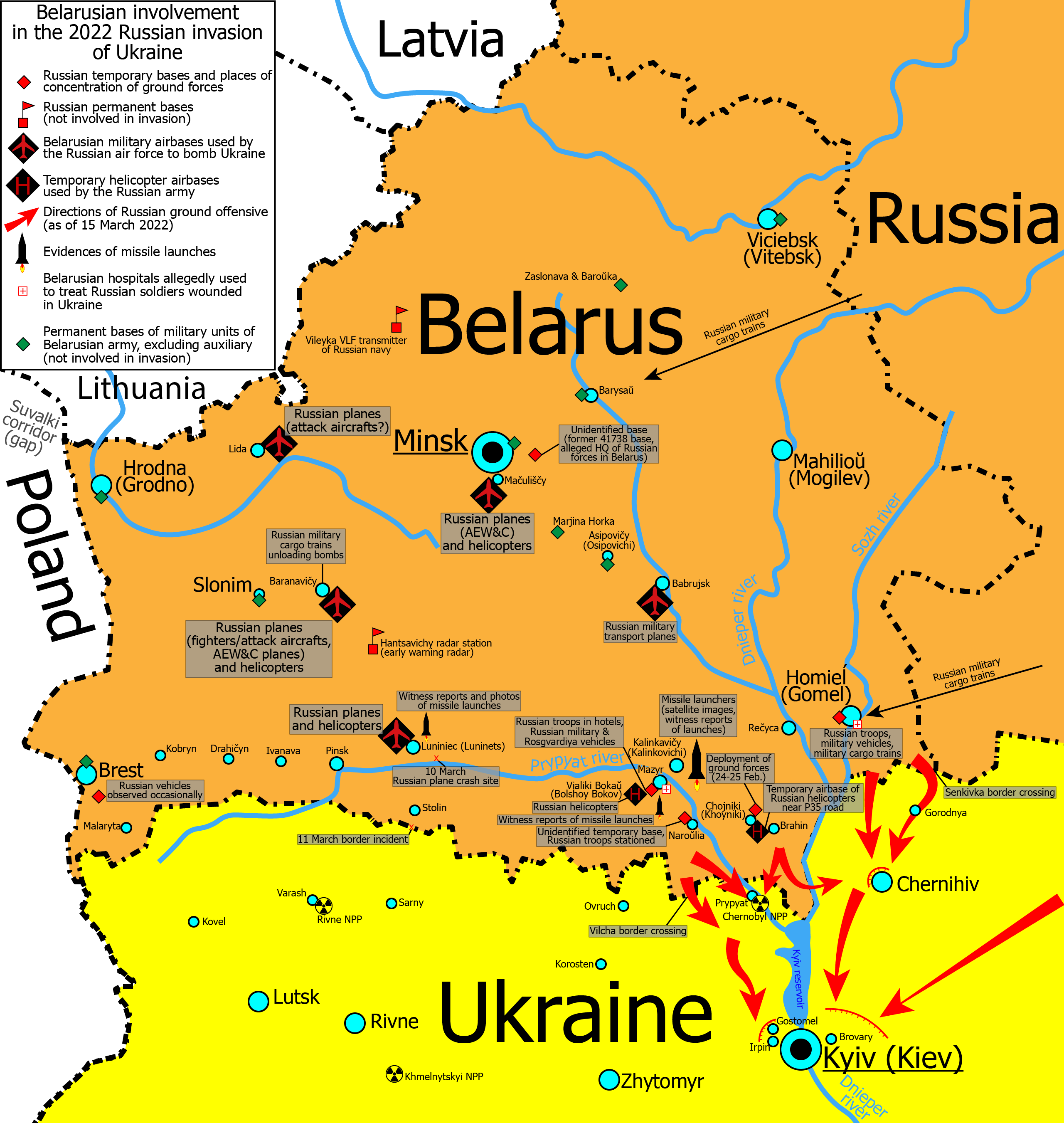
Mapa de actividades militares rusas en Biolorrusia para el 15 de Marzo del 2022

Bielorrusia, un aliado cercano de Rusia y fronterizo con Ucrania, ha apoyado a su vecino del este en la invasión rusa de Ucrania en 2022. Antes del comienzo de la ofensiva, Bielorrusia permitió que las Fuerzas Armadas rusas realizaran ejercicios militares de semanas en su territorio, sin embargo, las tropas rusas no abandonaron el país después de que se suponía que debían terminar. Bielorrusia permitió que Rusia realizara parte de la invasión desde su territorio, dándole a Rusia la ruta terrestre más corta posible a la capital de Ucrania, Kiev.
Bielorrusia inicialmente negó su participación en el conflicto, pero desde entonces admitió haber permitido que los lanzadores de misiles rusos estacionados en su territorio disparen contra objetivos ucranianos. Surgieron varios informes entre la oposición bielorrusa y el ejército ucraniano de que las tropas bielorrusas estaban en Ucrania luchando junto con los rusos, pero el líder bielorruso Aleksandr Lukashenko los desestimó y dijo que las Fuerzas Armadas bielorrusas no participarían directamente en el conflicto.
La participación de Bielorrusia fue condenada en los países occidentales, y la Unión Europea, Estados Unidos, Reino Unido, Canadá y Japón impusieron sanciones contra Bielorrusia. Según Chatham House, la participación de Bielorrusia en el conflicto militar es impopular entre la población en general; las protestas se llevaron a cabo el 27 de febrero, día del referéndum constitucional que pedía revocar el estatus de país no nuclear de Bielorrusia, pero se dispersaron rápidamente. Varios piratas informáticos afiliados a la oposición bielorrusa, el ejército ucraniano o Anonymous se han dirigido a las agencias gubernamentales bielorrusas, así como a la infraestructura crítica del país, con el objetivo de interrumpir el esfuerzo de guerra ruso en Bielorrusia.

## Trasfondo
Bielorrusia se encuentra al norte de Ucrania, con la que comparte una frontera de 1.084 km (674 millas) de largo. Su proximidad a la capital de Ucrania, Kiev, se considera de gran valor estratégico. Ambos estados modernos se crearon después de la Revolución de Octubre en 1917 en la forma de la República Democrática de Bielorrusia y la República Popular de Ucrania, que luego de la conquista soviética de estos territorios se restablecieron como las RSS de Bielorrusia y Ucrania en 1919 antes de unificarse con Rusia, para formar la Unión Soviética en 1922. Las fronteras actuales se establecieron después de la Segunda Guerra Mundial cuando la Unión Soviética adquirió partes occidentales de Bielorrusia y Ucrania de Polonia y Hungría permaneciendo así desde entonces, incluso una vez que las dos repúblicas se convirtieron en países independientes en 1991, con la disolución de la Unión Soviética.

## Cronología durante invasión Rusa
El 10 de marzo, el secretario del Consejo de Defensa y Seguridad Nacional de Ucrania, Oleksiy Danilov, afirmó que la invasión de Bielorrusia fue una "puñalada por la espalda", a diferencia de otras direcciones previstas de la invasión rusa.
El 10 de marzo, dos camioneros bielorrusos murieron o resultaron heridos de muerte en Korosten, en el norte de Ucrania, durante un bombardeo aéreo (presuntamente, los aviones tenían su base en Bielorrusia). El mismo día, un avión ruso no identificado se estrelló cerca de la base aérea de Luninets en Bielorrusia (los pilotos se expulsaron con éxito). El medio de comunicación ucraniano Obozrevatel afirmó que el avión fue disparado sobre Ucrania y no logró llegar a la base aérea en Bielorrusia.
El 11 de marzo, funcionarios ucranianos acusaron a Rusia de realizar ataques aéreos contra asentamientos bielorrusos desde el espacio aéreo ucraniano en un intento de forzar a Bielorrusia a involucrarse más directamente en las hostilidades. La inteligencia de la OTAN también indicó que aviones rusos despegaron de Bielorrusia, presumiblemente de bases aéreas de dicho país, para luego ingresar a Ucrania. La CNN describió este hecho como el uso de Bielorrusia como "trampolín" para ataques aéreos en el norte de Ucrania.
El 17 de marzo, los investigadores de fuente abierta MotolkoHelp informaron que se desplegaron más misiles Iskander rusos en la base aérea de Machulishchy y se vieron sistemas de defensa aérea en el territorio de Bielorrusia, como Pantsir-S1 en la región de Minsk y cerca de la ciudad de Mazyr y S-400 en Baranavichy. Según MotolkoHelp, se ordenó a los soldados bielorrusos que hicieran el "trabajo sucio" para las fuerzas rusas, como reparar el hardware dañado y limpiar los vehículos de suciedad y restos humanos.
En múltiples ocasiones, funcionarios/autoridades de la OTAN, Estados Unidos y/o Ucrania han emitido advertencias de que Bielorrusia puede entrar de manera inminente en la guerra para ayudar a Rusia, incluso después de las acusaciones del 11 de marzo de un ataque de bandera falsa iniciado por Rusia en los asentamientos fronterizos de Bielorrusia. El 22 de marzo, un 'alto funcionario de inteligencia de la OTAN' declaró que Bielorrusia está "preparando el entorno para justificar una ofensiva bielorrusa contra Ucrania", aunque aún no se había tomado la decisión de unirse a la guerra.
El 2 de abril de 2022, la inteligencia ucraniana informó que los soldados rusos hicieron un "bazar" en Naroulia para vender productos (lavadoras, refrigeradores, automóviles, bicicletas, vajilla, alfombras, obras de arte, joyas, juguetes, cosméticos, etc.). El 4 de abril, periodistas bielorrusos publicaron un video de 3 horas de soldados rusos redactando documentos para enviar una gran cantidad de mercancías en un servicio postal en Mazyr (uno de ellos tenía la placa de la 56.ª Brigada de Asalto Aéreo de la Guardia). Los soldados rusos también intentaron vender productos a los bielorrusos a través de Internet.
El 10 de octubre, Lukashenko ordenó a las tropas bielorrusas que se unieran a las tropas rusas cerca de Ucrania, alegando que Kiev representaba una clara amenaza para Bielorrusia.